# Neoleptoneta
Neoleptoneta är ett släkte av spindlar. Neoleptoneta ingår i familjen Leptonetidae.

## Dottertaxa tillNeoleptoneta, i alfabetisk ordning[1]
- Neoleptoneta alabama
- Neoleptoneta anopica
- Neoleptoneta apachea
- Neoleptoneta archeri
- Neoleptoneta arkansa
- Neoleptoneta blanda
- Neoleptoneta bonita
- Neoleptoneta bullis
- Neoleptoneta caliginosa
- Neoleptoneta capilla
- Neoleptoneta chisosea
- Neoleptoneta coeca
- Neoleptoneta concinna
- Neoleptoneta delicata
- Neoleptoneta devia
- Neoleptoneta furtiva
- Neoleptoneta georgia
- Neoleptoneta isolata
- Neoleptoneta iviei
- Neoleptoneta limpida
- Neoleptoneta microps
- Neoleptoneta modica
- Neoleptoneta myopica
- Neoleptoneta novaegalleciae
- Neoleptoneta paraconcinna
- Neoleptoneta pecki
- Neoleptoneta rainesi
- Neoleptoneta reclusa
- Neoleptoneta serena
- Neoleptoneta uvaldea
- Neoleptoneta valverdae